# Domo君

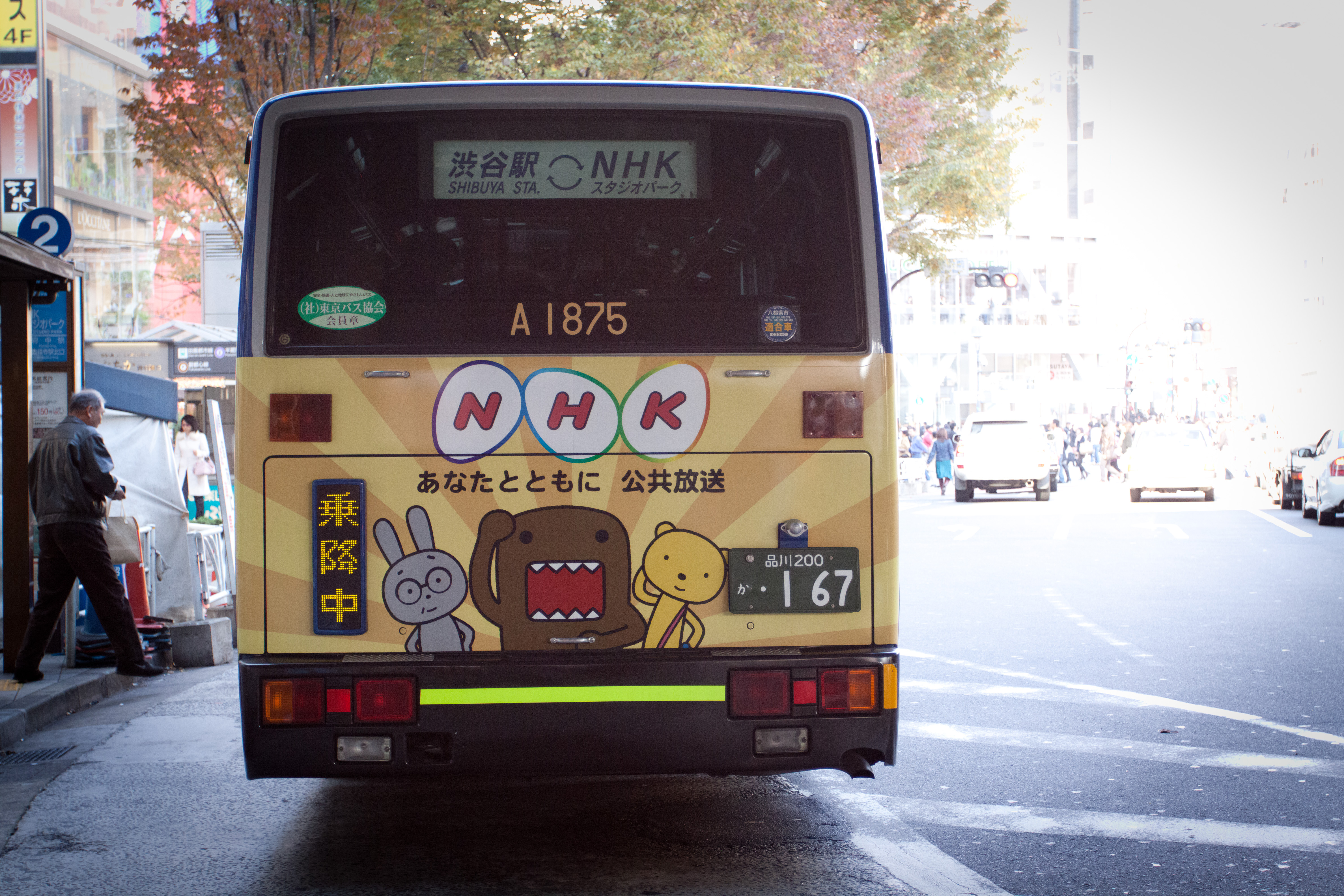
日本东京涩谷站的公車广告上Domo君。

Domo君（日語：どーもくん），是日本放送協會（NHK）的一個官方吉祥物。它的形象是個有著黑色鈕扣狀雙眼及張口尖牙的毛茸茸棕色怪物。它在1998年首次在日本以靜態動畫的方式登場。

## 概要
Domo君的名稱來自日語平常的招呼語，而他也只會說一句「どーも」。牠的嘴巴不能閉上，最討厭吃蘋果。牠曾在Game Boy Advance遊戲登場，人偶動畫系列由NHK前主播山川靜夫配音，在NHK靜態動畫則由配音員玄田哲章配音。
在歐美國家亦有相當的受歡迎程度，事因於2002年在Fark.com流傳一個以惡搞為目的的偽造公益廣告畫面，名為Every time you masturbate... God kills a kitten， 意譯為「當你自慰一次，神就殺掉一隻小貓」，圖中有兩個Domo君追逐一隻小貓，並在文末呼籲大家要為小貓著想，自此在西方國家廣受認識。

## 外部連結
- Domo君博物館（页面存档备份，存于） （日語）
- Domo君家族介紹網站 （日語）
- 株式會社Dwarf（页面存档备份，存于） （日語）－由合田經郎以企劃、演出、設計為主業所設立公司的官方網站。
- （日語）
- Dwarf動畫電影祭 （日語）
- http://www.nhk.or.jp/archives/search/special/detail/?d=backstage003（页面存档备份，存于） （日語）